# Windows-1251
Windows-1251 (también conocido como CP1251) es un sistema de caracteres de 8 bits diseñado para escribir en lenguas que usen el alfabeto cirilico como el ruso, entre otras. Es la codificación más ampliamente usada para codificar búlgaro, Serbio y macedonio.
Actualmente Unicode es el sistema más habitual en lo que se refiere a codificación de caracteres.